# Gaspar Agüero y Barreras
Gaspar Agüero y Barreras (* 15. Februar 1873 in Camagüey; † 18. Mai 1951 in Havanna) war ein kubanischer Musikforscher, Musikpädagoge und Komponist.
Agüero studierte an der Universität von Havanna unter anderem bei seinem Vater Oliverio Agüero und bei Rafael Palau. Er promovierte in Pädagogik an dieser Universität. Er unterrichtete von 1902 bis 1907 am Konservatorium von Havanna. Daneben leitete er den Orfeón Catalán und trat als Konzertpianist auf. Er komponierte neben zehn Zarzuelas zwei Messen, eine sinfonische Ballade, eine sinfonische Skizze und Klavierstücke.